# 初鹿村山洪暴發掩埋事件
初鹿村山洪暴發掩埋事件是一宗發生於臺灣臺東縣卑南鄉初鹿村的山洪爆發災害，並且該起事件共計造成18~20人罹難。該起事件之起因為強烈颱風娜拉來襲，引致新斑鳩溪的堰塞湖潰堤。

## 沿革

### 事件背景
強烈颱風娜拉於1973年10月2日於菲律賓呂宋島東方太平洋海域生成為輕度颱風後，於10月9日以中度颱風之姿掠過臺灣西南部海域。雖颱風中心未實際登陸臺灣，卻造成臺灣東北部與東部地區嚴重豪雨災情。
該颱風也是自1958年交通部中央氣象局颱風資料庫建立以來唯四（其餘三個颱風分別為：1964年中度颱風戴特、1974年颱風貝絲及1994年席斯）於中華民國國慶日期間發布警報的颱風。

### 事件經過
1973年10月9日強烈颱風娜拉所夾帶之猛烈雨勢強灌於臺灣東部地區，其中世居於臺東縣卑南鄉初鹿村第八鄰的居民，已對村落一旁新斑鳩溪之變化早有準備，居民觀念認為：「若下游溪水異常減少，恐怕上游將有特殊狀況發生」。
因此當時村落長老即率隊攀爬至溪流上游探查，赫然發現因河岸土石崩落阻擋溪流，形成一座堰塞湖，驚恐之餘村落長老趕緊回到村落告知居民須立即避難。當日中午，堰塞湖所在的新斑鳩溪上游一聲轟然巨響，堰塞湖潰堤，大量溪水夾帶泥砂沖入初鹿村第八鄰，並且由於先前的災害中將新斑鳩溪左岸堤防沖毀尚未修復，大水即沿著這個河岸缺口一路沖到初鹿村省道臺九線旁的臺灣中油初鹿加油站與美濃村菸草間地區。該事件共計造成初鹿村約13~16戶被大水夾帶之土砂掩埋，並且計有18~20人罹難。
災難發生時，有10多位居民爬上新斑鳩釣魚池旁的白榕樹，安然躲過土砂掩埋災害。後續該株白榕樹受臺東縣政府列管保護。

## 災後狀況
事件過後大多數倖存災民搬離初鹿村，大多數前往當時正值經濟發展蓬勃的桃園縣（2014年縣市合併後為桃園市）與臺北縣三重市（今新北市三重區）重起爐灶。

### 中華民國國慶日
由於初鹿村新斑鳩大水事件發生時正逢中華民國國慶日期間，加上當時臺灣正處於戒嚴時期，因此造成該事件遭到中華民國政府有意封鎖消息，以免影響國慶日慶祝活動與動搖民心。災後並未有中央政府，甚至地方的臺東縣政府派員協助救災，僅有卑南鄉公所於災後數日派員前往慰問。而事件中罹難者也未進行挖掘工作，至今仍掩埋於新斑鳩溪中。

## 後續發展

### 斑鳩萬善堂

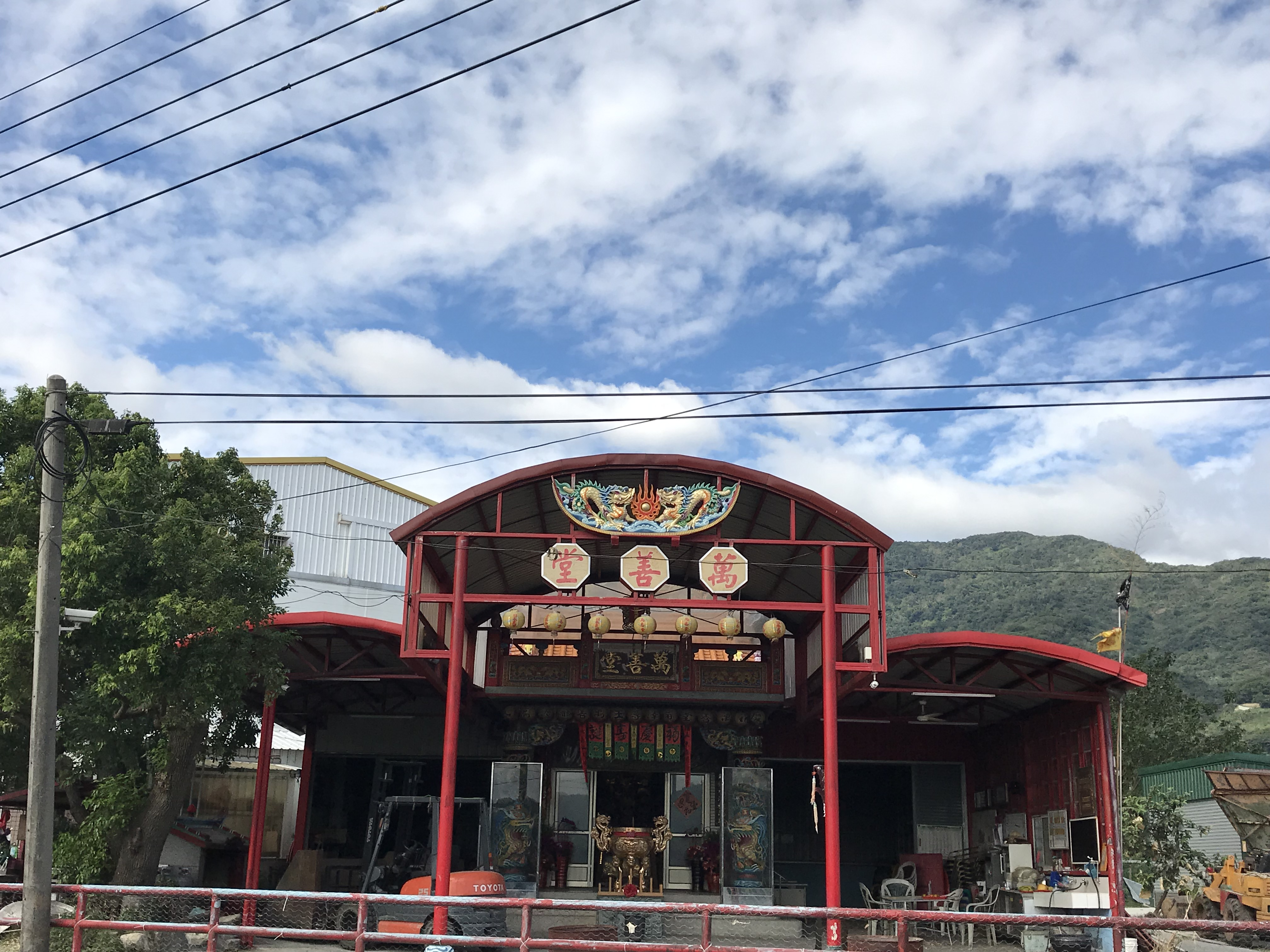
斑鳩萬善堂。

斑鳩萬善堂位於卑南鄉22鄰班鳩108號，係為當地酪農李保福於1996年舉家自高雄搬遷至臺東縣初鹿地區時，於某日晚間夢見溪邊有一堆白骨向他哭訴無家可歸。自覺受到感召的李保福乃開始籌款興建斑鳩萬善堂以告慰在1973年10月大水事件中罹難者的在天之靈。

### 新斑鳩白榕

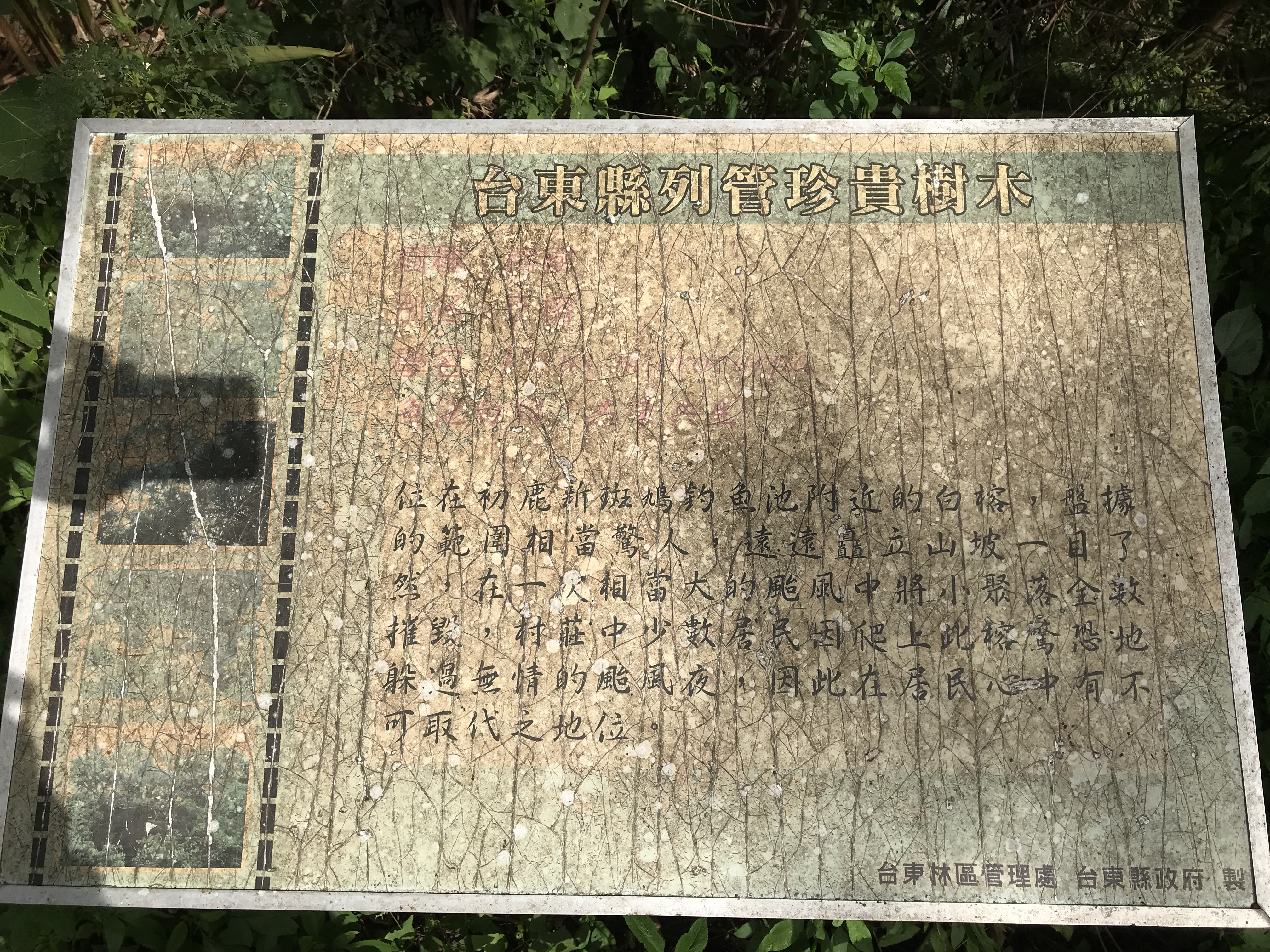
斑鳩魚池白榕解說牌。

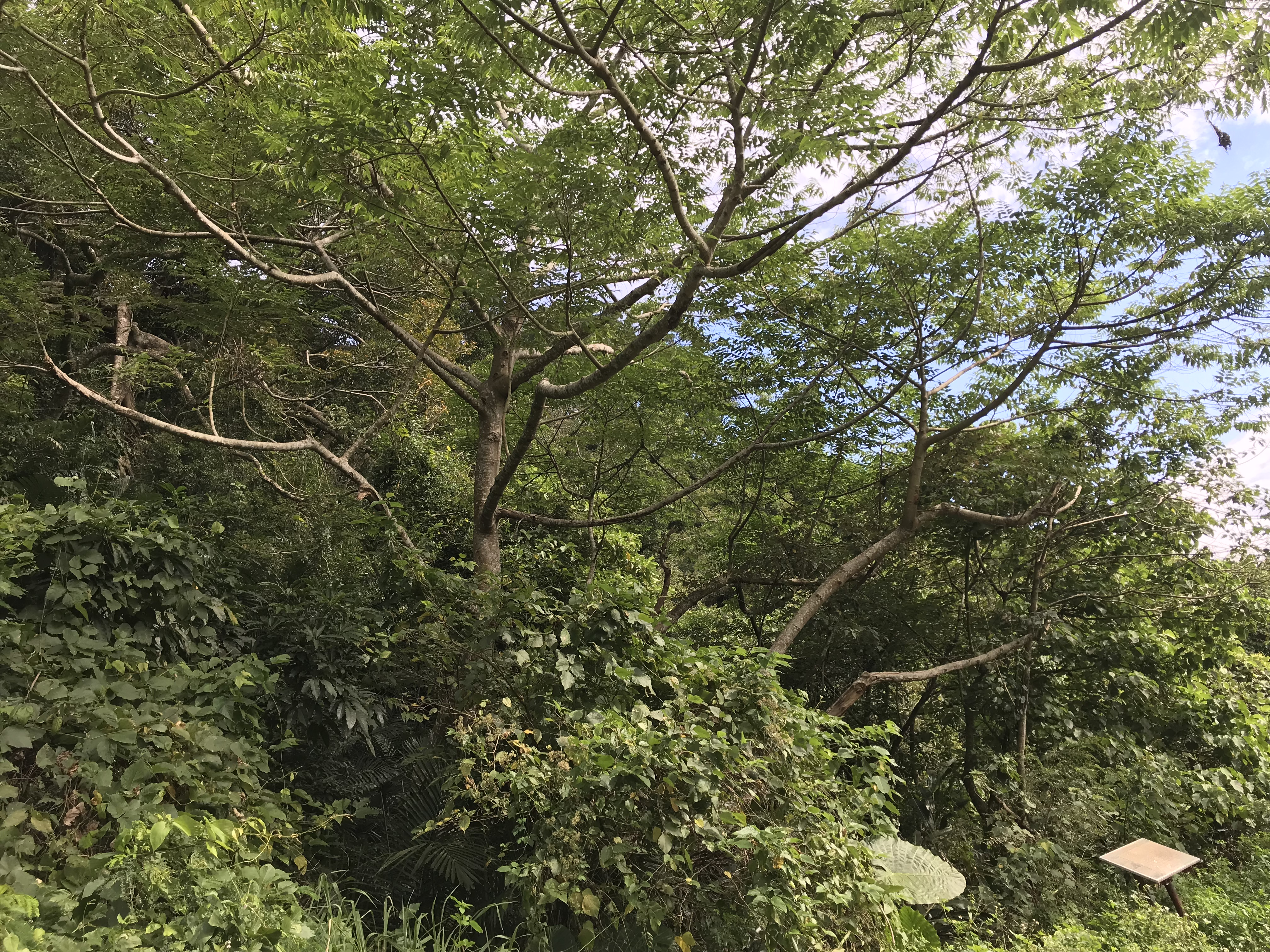
斑鳩魚池白榕遠景。

新斑鳩白榕樹為臺東縣政府列管珍貴樹木，相傳新斑鳩大水事件發生時，有許多居民看到一位白衣人站在白榕樹下對他們招手，示意要他們趕緊過去避難，災後倖存居民眾說紛紜，有人認為是觀世音化身，也有人認為是山神化身。雖神話故事年代久遠已不可考，但可確信災難當時有許多居民都相聚爬上此樹避難。臺東縣政府目前也已將該樹列為臺東縣政府列管珍貴樹木。

### 水土保持整治
新斑鳩大水事件過後，該地區於2002年由行政院農業委員會水土保持局劃設為土石流潛勢區域，風險潛勢等級為「高」，編號為「東縣DF046」。而缺少河川護岸的新斑鳩溪於災後每逢颱風來襲，仍時常發生溪水淘刷邊坡，造成鄰近農地、釋迦園等受到破壞。對此時任臺東縣立法委員劉櫂豪於2015年9月邀集水土保持局臺東分局依同前往新斑鳩溪視察，並表示將斥資新臺幣7千萬元與臺東縣政府合作分段進行新斑鳩溪整治工程，減少土砂災害對新斑鳩溪沿線居民的危害。

## 資料來源
1. 1 2 3 4  陳麗婷, 李晏儒. . 臺東市: 臺東縣政府文化局. 2017年: 頁203. ISBN 9789860543094.
2. 1 2  . Yahoo 新聞. 2015-09-08  [2018-12-28]. （原始内容存档于2019-02-13） （中文（臺灣））.
3. 1 2  . 交通部中央氣象局.   [2018-12-28]. （原始内容存档于2018-12-30） （中文（臺灣））.
4. 1 2  陳振宇. . 農傳媒. 2017-05-28  [2018-12-28]. （原始内容存档于2017-07-09） （中文（臺灣））.
5. 1 2 3 4 5   (PDF). 行政院文化部 臺灣社區通. 2015-09-22  [2018-12-28]. （原始内容存档 (PDF)于2018-12-30） （中文（臺灣））.
6. 1 2 3  星樂媒體整合行銷. . YOUTUBE. 2015-09-10  [2018-12-28]. （原始内容存档于2019-02-13） （中文（臺灣））.
7. ↑  趙仁方，林國榮，呂縉宇，張家豪，蔡安泰，黃正雍，傅雅靖. . 臺東市: 臺東縣政府. 2007年: 頁203. ISBN 9789860112153.
8. ↑  . 農委會水土保持局.   [2018-12-28]. （原始内容存档于2018-12-30） （中文（臺灣））.